# 15569 Feinberg
15569 Feinberg este un asteroid din centura principală de asteroizi.

## Descriere
15569 Feinberg este un asteroid din centura principală de asteroizi. A fost descoperit pe 5 aprilie 2000 la Socorro, New Mexico, în cadrul proiectului LINEAR. Asteroidul prezintă o orbită caracterizată de o semiaxă mare de 2,24 ua, o excentricitate de 0,18 și o înclinație de 1,8° în raport cu ecliptica.